# Вторая Минская кольцевая автомобильная дорога
Вторая Минская кольцевая автомобильная дорога (МКАД-2) — автомобильная магистраль, кольцевая автомобильная дорога вокруг Минска.
Общая протяженность МКАД-2 составляет около 160 км. Дорога была построена частично по новому направлению, а также с использованием действующих участков автодорог. Большая часть дороги построена по немецкой технологии, полоса с 37-го по 46-й километр — по американской, и экспериментальный участок с 28-го по 32-й километр — по технологии «мытого» бетона.

## История
3 сентября 2014 года во время посещения строительной площадки на одном из участков в Минском районе, где расположится вторая кольцевая автодорога, Президент Беларуси Александр Лукашенко поручил ввести в строй МКАД-2 до 1 января 2017 года.
6 октября 2015 года Президент Беларуси Александр Лукашенко открыл участок в 23,7 км второй минской кольцевой автодороги. 16 декабря 2015 года открыто движение на участке от дороги Р28 Минск — Молодечно — Нарочь до автотрассы М6 Минск — Гродно. Таким образом стал доступным участок около 47 км, соединивший витебскую и гродненскую трассы.
С 22 декабря 2016 года с открытием движения на участке от автотрассы М6 Минск — Гродно до автотрассы М1 Минск — Брест автомобильное движение осуществляется по всей автомобильной магистрали.